# Thibault Ferasse
Thibault Ferasse (Saint-Brieuc, 12 september 1994) is een voormalig Frans wielrenner die als beroepsrenner reed voor B&B Hotels-KTM.

## Carrière
Namens Armée de Terre werd Ferasse in 2016 derde in de vierde etappe van de Ronde van Normandië. Later dat jaar werd hij onder meer veertiende in Parijs-Camembert en, achter Samuel Dumoulin en Baptiste Planckaert, derde in de Ronde van de Doubs. Een jaar later behaalde hij meerdere toptiennoteringen, waaronder in de Ronde van de Finistère, de Grote Prijs van de Somme, de Grote Prijs van Plumelec en de Ronde van de Doubs (elk een 1.1-wedstrijd). Zijn beste uitslag was echter in de lager geklasseerde Grand Prix des Marbriers: in die wedstrijd bleef enkel Karol Domagalski hem voor. In 2018 deed Ferasse een stap terug naar UC Nantes Atlantique, een Franse wielerclub. Dat jaar won hij het bergklassement in de Ronde van Bretagne.

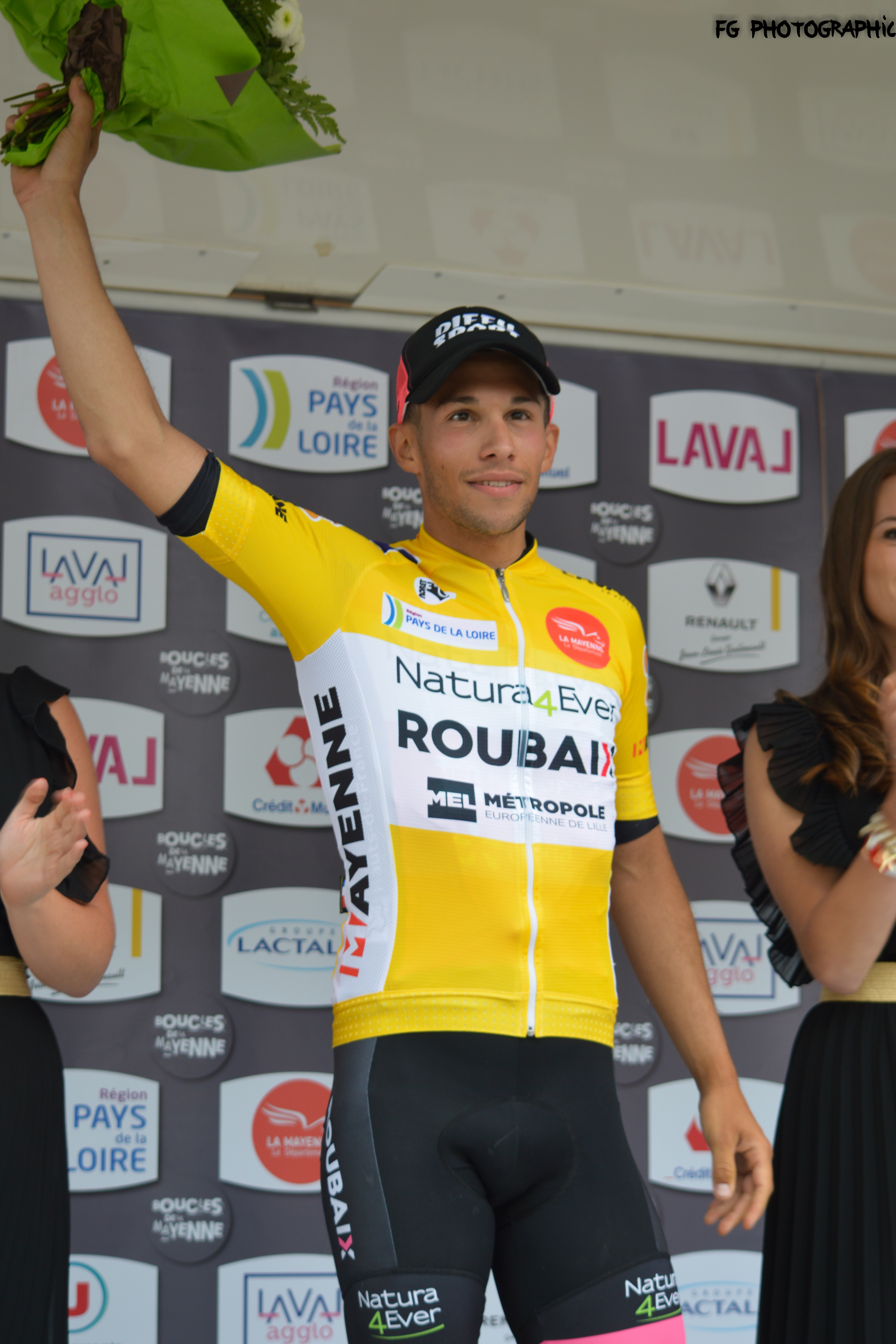
Thibault Ferasse in de gele leiderstrui na de derde etappe in de Boucles de la Mayenne in 2019.

Voor het seizoen 2019 tekende Ferasse een contract bij Natura4Ever-Roubaix-Lille Métropole. Zijn debuut voor die ploeg maakte hij in de Grote Prijs La Marseillaise. In maart van dat jaar werd hij tiende in de door Rudy Barbier gewonnen Classic Loire Atlantique. Een paar maanden later stond hij aan de start van de Boucles de la Mayenne. In de proloog werd hij, met een achterstand van zeven seconden op Dorian Godon, derde. Na de tweede etappe, waarin Ferasse eindigde op plek 23, nam hij de leiderstrui over van Julien Duval. Die leiderstrui verdedigde Ferasse in de laatste etappe met succes, waardoor hij Mathieu van der Poel opvolgde op de erelijst.
In 2021 maakte Ferasse de overstap naar B&B Hotels p/b KTM. In de Ronde van Bretagne van dat jaar eindigde hij in vier van de zeven etappes bij de beste tien renners en droeg hij vier dagen de leiderstrui. In het eindklassement werd hij vierde, nadat Jean-Louis Le Ny de koppositie in de laatste etappe van hem overnam. In zijn tweede seizoen bij de ploeg werd Ferasse derde in Parijs-Camembert, achter Anthony Delaplace en Valentin Ferron.

## Overwinningen
2018
Bergklassement Ronde van Bretagne
2019
Eindklassement Boucles de la Mayenne

## Resultaten in voornaamste wedstrijden
| Jaar | Amstel Gold Race | Parijs-Tours |
| ---- | ---------------- | ------------ |
| 2017 |                  | 149e         |
| 2022 | 69e              |              |

## Ploegen
- 2016 –  Armée de Terre
- 2017 –  Armée de Terre
- 2019 –  Natura4Ever-Roubaix-Lille Métropole
- 2020 –  Natura4Ever-Roubaix-Lille Métropole
- 2021 –  B&B Hotels p/b KTM
- 2022 –  B&B Hotels-KTM

Alaphilippe · Armirail · Barbas · Bodiot · Canal · Duval · Ferasse · Guyot · Le Roux · Lebreton · Levasseur · Mainard · Penven · Poulhiès · Raibaud · Rostollan · Sinner · Thomas · Yssaad
Alaphilippe · Campistrous · Canal · Duculty · Ferasse · Gaudin · Guyot · Kneisky · Le Roux · Lebreton · Levasseur · Loubet · Mainard · Poulhiès · Raibaud · Rostollan · Sireau · Thomas · Tronet · Yssaad
Barbier · Barthe · Boileau · Bonnamour · Chevalier · Debusschere · Ferasse · Gautier · Gougeard · Heidemann · Hivert · Jauregui · Koretzky · Lagrée · Laurance · Lecroq · Lemoine · Lietaer · Morice · Mozzato · Parisella · Rolland · Schönberger · Warlop · Dauphin (stagiair) · Mahoudo (stagiair) · Rouland (stagiair)